# Mushroom Wars
Mushroom Wars è un videogioco strategico in tempo reale distribuito il 15 ottobre del 2009 in Europa e America. Il gioco era un'esclusiva PlayStation 3, disponibile all'acquisto solo tramite il PlayStation Store, fino a quando non ne è stata fornita una versione per IPad, Android e in seguito Windows.

## Modalità di gioco
L'obiettivo principale del gioco è conquistare tutti i villaggi presenti nella mappa con delle truppe (funghi) che vengono addestrate proprio da questi villaggi. Ogni villaggio può essere potenziato per far sì che addestri più truppe velocemente, oppure trasformato in un laboratorio d'armi per avere una forza maggiore per le truppe oppure in una torretta che uccide funghi nemici quando passano sul raggio d'azione della torretta stessa.

Altro componente essenziale del gioco è il morale: se attacchiamo con troppa frequenza e facciamo morire molti dei nostri funghi, il morale scende. Se invece facciamo morire pochi funghi e ci dedichiamo alla difesa il morale aumenta. Più il morale è alto più la forza e la velocità delle nostre truppe aumenta.

Le mappe per giocare sono tantissime e tutte diverse in cui attuare strategie diverse.

## Modalità
Nel gioco sono presenti diverse modalità:
- Conquest, in cui l'obiettivo è conquistare tutti i villaggi presenti nella mappa;
- Domination, in cui l'obiettivo è conquistare per primo i villaggi contrassegnati con una stella;
- King of the Hill, in cui l'obiettivo è conquistare dei villaggi e mantenerli propri per un tempo stabilito.

Il gioco offre una campagna di 28 missioni da giocare in modalità facile, normale o difficile. C'è inoltre la possibilità di giocare da due a quattro giocatori in multiplayer locale sulla propria console o in multiplayer online con diverse console.